# تيم لي كارتر
تيم لي كارتر (بالإنجليزية: Tim Lee Carter)‏ هو سياسي أمريكي، ولد في 2 سبتمبر 1910 في تومبكينسفيل في الولايات المتحدة، وتوفي في 27 مارس 1987 في غلاسكو في الولايات المتحدة. حزبياً، نشط في الحزب الجمهوري. وقد انتخب عضو مجلس النواب الأمريكي.